# Pinguiophyceae
Pinguiophyceae är en klass encelliga marina planktonalger tillhörandes heterokonterna. Klassen innehåller den enda ordningen Pinguiochrysidales, som innehåller den enda familjen Pinguiochrysidaceae. Fotosyntetiserande pigment är klorofyll a, c1,2, fukoxantin, violaxantin, zeaxantin och betakaroten.  Algerna kan ha två heteromorfa flageller, men det finns även arter med endast en flagell eller helt utan flageller. Det finns även pansarförsedda och klotformiga arter. Ögonfläckar saknas. Vidare innehåller de stora mängder fleromättade fettsyror, inte minst eikosapentansyra (EPA). Detta, tillsammans med att cellväggar saknas, gör att algerna utgör god föda för havslevande djur. Exempelvis innehåller Glossomastix chrysoplasta hela 46 % av EPA, varav en stor del bunden som glykolipider. Förledet Pinguio- syftar också på latinets Pingue, vilket betyder fett. Enligt Algaebase finns det sex arter i klassen, fördelade på fem släkten. Dessa arter räknades tidigare till guldalgerna.

Eikosapentansyra (EPA)